# باتوتشينا
باتوسينا (Баточина) هي مدينة في سوماديجا في مقاطعة وسط صربيا في صربيا. ويبلغ عدد سكانها حوالي 5634 نسمة.